# Blefarocalasi

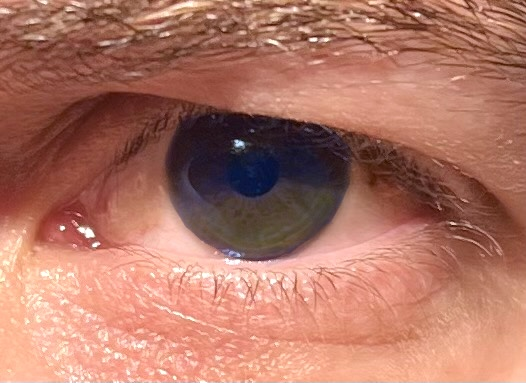
Blefarocalasi

Per  blefarocalasi, in campo medico-oculistico, si intende un  difetto estetico caratterizzato da rilassamento eccessivo  della cute  della palpebra  superiore per  indebolimento e stiramento delle fibrille connettivali ed elastiche della sottile cute palpebrale con eventuale associazione di perdita di tono della muscolatura, il tutto correlato al processo di invecchiamento. Tale situazione determina un eccesso di cute palpebrale che cade e si ripiega sull’occhio riducendo la rima palpebrale con parziale copertura dell’iride e conferendo allo sguardo un aspetto appesantito e senescente.

## Epidemiologia
Principalmente compare in età compresa tra i 20 e i 50 anni.

## Eziologia
La causa è sconosciuta. Da un punto di vista fisiopatologico è considerato la conseguenza di un edema angioneurotico delle palpebre. 